# أبو محمد المصري
عبد الله أحمد عبد الله (6 يونيو 1963 - 7 أغسطس 2020)، المعروف بـ أبي محمد المصري هو عضو رفيع المستوى في تنظيم القاعدة، وعلى قوائم المطلوبين لدى الولايات المتحدة لدوره المزعوم في تفجير السفارات الأمريكية 1998 في دار السلام بتنزانيا ونيروبي بكينيا.
وفي 13 نوفمبر 2020 قالت صحيفة نيويورك تايمز الأمريكية أن الرجل الثاني في تنظيم القاعدة أبا محمد المصري قُتِل منذ ثلاثة أشهر في طهران بإيران برصاص عملاء إسرائيليين في إيران في السابع من أغسطس من نفس العام، وقُتلت معه ابنته مريم أرملة حمزة بن لادن. بينما نفت إيران الخبر في بيان رسمي للخارجية الإيرانية. في 12 يناير 2021 أكد مايك بومبيو وزير خارجية الولايات المتحدة مقتل أبي محمد المصري.

## حياته
ولد عبد الله في مصر سنة 1963، وفقا لتصريحاته فقد كان لاعب كرة قدم محترف في نادي غزل المحلة المصري.
في عام 1992، ساعد سيف العدل في توفير المعلومات الاستخباراتية والتدريب العسكري للخلايا المرتبطة بتنظيم القاعدة في الصومال والسودان، ويقال أنه شارك في تدريب المجموعات التي قاتلت الأمريكان في معركة مقديشو سنة 1993.
واتهمته الولايات المتحدة بالمساهمة في تفجير السفارات الأمريكية 1998، كما إنه عضو في مجلس شورى تنظيم القاعدة، وتذكر بعض التقارير أنه كان يدير معسكرات التدريب في أفغانستان بين عامي 1996 و1998، وأنه قام بتزوير جواز سفر محمد صديق عودة لكي يتمكن من السفر من باكستان إلى أفغانستان لمقابلة أسامة بن لادن قبل تفجير سفارتي الولايات المتحدة في كينيا وتنزانيا.
يضعه مكتب التحقيقات الفيدرالي ضمن 22 عضو من تنظيم القاعدة على قائمة أكثر الإرهابيين المطلوبين، كما طرح مكافأة قدرها 10 ملايين دولار لمن يدلي بمعلومات عن موقع عبد الله أحمد عبد الله.
لاحقا أصدرت مؤسسة السحاب الذراع الإعلامي للقاعدة كتابا بعنوان "الطريق إلى عمليات نيروبي ودار السلام" كتبه أبو محمد المصري نفسه، تحدث بالتفصيل مراحل التخطيط والتنفيذ لهاتين العمليتين.

### الاعتقال في إيران
اعتقل في إيران ووضع تحت الإقامة الجبرية. وأكد ذلك المتحدث باسم القاعدة سليمان بوغيث. وصدر قرار بإخلاء سبيله من قبل إيران في مارس 2015 مع سيف العدل وأبي الخير المصري في صفقة تبادل أسرى.

## أسرته
تزوج أبو محمد المصري من ابنة أحمد سلامة مبروك، وأنجبا ثلاث بنات. وتزوجت ابنته مريم من حمزة بن لادن.

## خبر مقتله
في 13 نوفمبر 2020 قالت صحيفة نيويورك تايمز الأمريكية أن الرجل الثاني في تنظيم القاعدة أبا محمد المصري قُتِل منذ ثلاثة أشهر في طهران بإيران برصاص عملاء إسرائيلين في إيران في السابع أغسطس من نفس العام، وقُتلت معه ابنته مريم أرملة حمزة بن لادن. وقالت الصحيفة أنه «تمت تصفيته بالرصاص في عملية نفذها عملاء إسرائيلييون، كانوا على متن دراجة نارية، في أحد شوارع طهران، بأمر من الولايات المتحدة.» بينما نفت إيران الخبر في بيان رسمي للخارجية الإيرانية وأنكرت أي وجود لعناصر تنظيم القاعدة على أراضيها. وقالت الخارجية الإيرانية في بيانها، «بين الحين والآخر، تحاول واشنطن وتل أبيب تصوير إيران على أنها على علاقة بهذه الجماعات من خلال الكذب وتسريب معلومات ملفقة إلى وسائل الإعلام».
في 12 يناير 2021 أكد مايك بومبيو وزير خارجية الولايات المتحدة مقتل أبي محمد المصري.